# Curtiss Eagle
Curtiss Eagle (также Model 19) — американский авиалайнер межвоенного периода.

## История
Разработан компанией Curtiss в рамках подготовки к ожидаемому после Первой мировой войны буму гражданской авиации. Однако, фактически, его масштабы оказались намного меньше, и практически весь спрос на пассажирские самолёты был удовлетворён за счёт переоборудования военных образцов, которые продавались по весьма низким ценам. В итоге было построено немногим более 20 машин. После трёхмоторного Eagle I в единственном экземпляре был произведён Eagle II с двумя двигателями и 3 одномоторных Eagle III.
Конструктивно самолёт представлял биплан с трёхсекционными неразнесенными крыльями равного размаха. В отличие от предыдущих моделей, экипаж размещался вместе с пассажирами в закрытом салоне бескаркасного фюзеляжа обтекаемой формы. Eagle иногда называют первым американским трёхмоторным самолётом; однако ещё в 1914 году созданная той же компанией летающая лодка модели "H" некоторое время летала с тремя двигателями, пока не была переделана обратно в двухмоторную.

## Применение
Весь выпуск самолётов III типа был приобретён Авиационной службой армии США, которая использовала эти машины в качестве штабных транспортных средств и переоборудовала один экземпляр в санитарный.

## Модификации
Curtiss Eagle
Трёхмоторный авиалайнер (2 пилота и 8 пассажиров), 3 150-сильных (112 кВт) двигателя Curtiss K-6.
Eagle II
Двухмоторная модификация, 2 двигателя Curtiss C-12 (400 л.с. / 298 кВт); построен 1.
Eagle III
Одномоторная модификация, двигатель Liberty L-12 (400 л.с. / 298 кВт); построено 3 самолёта. Номера 64241 — 64243.

## Лётно-технические характеристики (Eagle I)
Источник данных: Curtiss Aircraft 1907–1947, Aerofiles : Curtiss

Технические характеристики
- Экипаж: 2
- Пассажировместимость: 6
- Грузоподъёмность: 1 050
- Длина: 11,20 м
- Размах крыла: 18,69 м
- Высота: 3,76 м
- Площадь крыла: 84 м2
- Масса пустого: 2 327 кг
- Максимальная взлётная масса: 3 379 кг
- Силовая установка: 3 × водяных Curtiss K-6 (V-образный 12-цилиндровый)
- Мощность двигателей: 3 × 150 л.с. (на 1 700 об/мин[4]) (3 × 110 кВт)
- Воздушный винт: 2-лопастный фиксированного шага

Лётные характеристики
- Максимальная скорость: 172 км/ч
- Крейсерская скорость: 121 км/ч
- Скорость сваливания: 89 км/ч
- Практическая дальность: 560-764 км
- Скороподъёмность: 1 242 м за 10 минут

## Эксплуатанты
США
- Авиационная служба Армии США

 Республиканская Испания
- LAPE (?)

## Аварии и катастрофы
28 мая 1921 года санитарный Curtiss Eagle с серийным номером 64243, принадлежавший 1-й временной авиационной бригаде Авиационной службы Армии США, возвращавщийся из Лэнгли-Филд, (штат Вирджиния) в Боллинг-Филд (округ Колумбия), разбился при попытке приземлиться во время сильной грозы в Моргантауне. Пилот, 1-й лейтенант Стэнли М. Эймс и шесть пассажиров (среди них были три офицера и рядовой Авиационной службы) погибли.. Количество жертв могло быть большим, но 2 конгрессмена, также собиравшиеся лететь из Вашингтона в Лэнгли, решили отказаться от полёта из-за воздушной болезни. По результатам проведённого Генеральным инспектором Армии США расследования, было выдвинуто предположение, что причиной катастрофы стало сваливание самолёта, столкнувшегося на малой высоте с восходящими потоками воздуха, при попытке рассмотреть незнакомый аэродром, в результате чего он упал вертикально вниз. Данное событие стало одной из первых крупных аварий в истории авиации.